# Hilton Valentine
Hilton Stewart Paterson Valentine, född 21 maj 1943 i North Shields i Tyne and Wear, död 29 januari 2021 i Connecticut, USA, var en brittisk gitarrist, framförallt känd som medlem i The Animals. 
Valentine började spela gitarr i tonåren och blev 1963 medlem i The Alan Price R&B Combo, vilka snart bytte namn till The Animals. Han var sedan gitarrist i gruppen fram till 1966 och spelade därmed gitarr på alla gruppens stora hits. Han var även med när återföreningen av Animals skedde 1976. År 1969 spelade han in ett soloalbum, All in Your Head. På senare år turnerade han med några av sina gamla Animals-medlemmar som Animals II.